# Westfälische Ferngas

Namensaktie über 1700 RM der Westfälischen Ferngas AG vom 30. Juni 1938

Die Westfälische Ferngas-AG (WFG) war ein regionaler Gasversorger in  Süd- und Ostwestfalen. Seit 2000 ist sie mit der Gasabteilung dem Vereinigten Elektrizitätswerk Westfalen (VEW) verschmolzen und Teil der RWE.

## Geschichte
Die Westfälische Ferngas-AG wurde am 24. Juli 1928 in Dortmund vom Provinzialverband der Provinz Westfalen, dem Freistaat Lippe sowie mehreren Kreisen, Städten und Ämtern in Westfalen gegründet. Hinter der Gründung stand der Wunsch gegenüber der Ruhrgas AG als Verhandlungspartner auf Augenhöhe aufzutreten und so zum einen eine flächendeckende Gasversorgung Westfalens zu sichern und zum anderen die günstigen Bezugspreise an die Endverbraucher weitergeben zu können.
Im Jahr 1968 stimmten die Aktionäre, der Landschaftsverband Westfalen-Lippe, der Landesverband Lippe sowie 14 Landkreise, 19 Städte, ein Amt und fünf Gemeinden, einstimmig der Erhöhung des Aktienkapitals von 12,2 Millionen DM auf 22,75 Millionen DM zu.
Die Gesellschaft belieferte 1968 25 Städte und Gemeinden als selbständige Weiterverteiler, 15 Ortsversorgungen als Konzessionsgebiete und über 400 Groß- und Mittelbetriebe. Diesem Zweck dienten 505,5 km Hockdruck-Leitungen und 316 km Niederdruck-Leitungen in den WFG-eigenen Ortsversorgungen.
Die WFG hat seit 1966 dem wirtschaftlich und angebotsseitig bedingten Strukturwandel der Gaswirtschaft folgend etwa 55 % ihrer Abgabe auf Erdgas umgestellt.
Im 40. Jahr ihres Bestehens (1968) betrug die gesamte nutzbare Gasabgabe (Verkaufsgasabgabe und Durchleitungen) der Gesellschaft 1101 Millionen m³. Soweit die Gesellschaft wirtschaftlich oder technisch ihren Versorgungsauftrag nicht mit leitungsgebundenem Kokereigas oder Erdgas erfüllen konnte, hatte sie zum damaligen Zeitpunkt ein Flüssiggasvertriebsnetz mit etwa 400 Agenturen ausgebaut.